# Щелкунов, Иван Фёдорович
Иван Фёдорович Щелкунов (ок. 1790 — 1855) — протоиерей Русской православной церкви.

## Биография
Родился или в 1790 году, или ранее (в записи о смерти в 1855 году указано, что он скончался на 67 году жизни).
В 1814 году окончил магистром Санкт-Петербургскую духовную академию, куда перешёл в 1809 году из Александро-Невской академии. Был назначен профессором церковной и библейской истории и греческого языка в Санкт-Петербургскую духовную семинарию.
В 1817 году женился на дочери священника Александре Яковлевне Древлянской
В 1818 году был рукоположен во священники к Пантелеймоновской церкви, а сан протоиерея получил одновременно с назначением настоятелем Знаменской церкви в 1831 году. 
Умер в июле 1855 года: 13 июля или 18 июля, похоронен на Волковском православном кладбище.